# Labuan Rima
Labuan Rima is een bestuurslaag in het regentschap Nias Selatan van de provincie Noord-Sumatra, Indonesië. Labuan Rima telt 105 inwoners (volkstelling 2010).